# Víctor Guzmán Olmedo
Víctor Guzmán Olmedo (Tijuana, Baja California, México; 7 de marzo de 2002) es un futbolista Mexicano. Juega como Defensa Central y su actual equipo es el Club de Fútbol Monterrey de la Primera División de México.

## Trayectoria

### Club Tijuana
Víctor Guzmán ingresó a las fuerzas básicas del Club Tijuana en 2014 en la categoría Sub-13, en 2016 asciende a la categoría Sub-15 y posteriormente comenzó a jugar con la Sub-17, hasta que en el año 2019 comenzó a tener actividad con la categoría Sub-20. Su debut con el primer equipo fue el 21 de enero de 2020 en el partido de ida de los octavos de final de la Copa MX ante el Atlético de San Luis, en donde entró de cambio al minuto 75' por Jordan Silva.
Posteriormente debutaría como titular en la Primera División de México el 25 de julio de 2020 en la jornada 1 del Apertura 2020 en la victoria 3-1 ante el Atlas F.C., jugando los 90' minutos.
El 17 de julio de 2021 es nombrado como el mejor novato del año de la temporada 2020-21 en la Liga MX.

### CF Monterrey
El 11 de enero de 2023 se anuncia su llegada al Club de Fútbol Monterrey.

## Selección nacional

### Sub-17

#### Campeonato Sub-17
El 18 de abril de 2019; Víctor fue incluido en la lista definitiva de los 20 jugadores qué jugaron el Campeonato Sub-17 2019, con sede en los Estados Unidos. 
 
Debutó el 1 de mayo de 2019 en el Campeonato sub-17 2017, jugando los 90' minutos en la victoria 1-0 ante Jamaica.

#### Mundial Sub-17
El 7 de octubre de 2019; Víctor Guzmán fue incluido en la lista definitiva de los 21 jugadores qué jugaran el Mundial Sub-17 2019, con sede en Brasil. 

Debutó el 28 de octubre en el Mundial sub-17 2019, jugó los 90' minutos en el empate 0-0 ante Paraguay.
| Selección | País   | PJ | G | Año         |
| --------- | ------ | -- | - | ----------- |
| Sub-17    | México | 12 | 1 | 2019 - 2020 |

#### Partidos internacionalesSub-17
| #   | Fecha                   | Estadio                                             | Selección | Rtdo.           | Oponente       | Goles | Competición            | Sust. |
| --- | ----------------------- | --------------------------------------------------- | --------- | --------------- | -------------- | ----- | ---------------------- | ----- |
| 1.  | 1 de mayo de 2019       | Academia IMG - Campo #1, Bradenton, Estados Unidos  | México    | 1-0             | Jamaica        |       | Campeonato Sub-17 2019 | 90'   |
| 2.  | 3 de mayo de 2019       | Academia IMG - Campo #1, Bradenton, Estados Unidos  | México    | 5-0             | Bermudas       |       | Campeonato Sub-17 2019 | 90'   |
| 3.  | 8 de mayo de 2019       | Academia IMG - Campo #1, Bradenton, Estados Unidos  | México    | 2-1             | Puerto Rico    |       | Campeonato Sub-17 2019 | 90'   |
| 4.  | 12 de mayo de 2019      | Academia IMG - Campo #11, Bradenton, Estados Unidos | México    | 5-1             | El Salvador    |       | Campeonato Sub-17 2019 | 90'   |
| 5.  | 14 de mayo de 2019      | Academia IMG - Campo #1, Bradenton, Estados Unidos  | México    | 1-0             | Haití          |       | Campeonato Sub-17 2019 | 90'   |
| 6.  | 16 de mayo de 2019      | Academia IMG - Campo #1, Bradenton, Estados Unidos  | México    | 2-1             | Estados Unidos |       | Campeonato Sub-17 2019 | 90'   |
| 7.  | 28 de octubre de 2019   | Estadio Bezerrão, Gama, Brasil                      | México    | 0-0             | Paraguay       |       | Mundial Sub-17 2019    | 90'   |
| 8.  | 31 de octubre de 2019   | Estadio Bezerrão, Gama, Brasil                      | México    | 1-2             | Italia         |       | Mundial Sub-17 2019    | 90'   |
| 9.  | 6 de noviembre de 2019  | Estadio Bezerrão, Gama, Brasil                      | México    | 2-1             | Japón          |       | Mundial Sub-17 2019    | 90'   |
| 10. | 10 de noviembre de 2019 | Estadio Kléber Andrade, Cariacica, Brasil           | México    | 1-0             | Corea del Sur  |       | Mundial Sub-17 2019    | 90'   |
| 11. | 14 de noviembre de 2019 | Estadio Bezerrão, Gama, Brasil                      | México    | 1-1 4-3 Penales | Holanda        |       | Mundial Sub-17 2019    | 120'  |
| 12. | 17 de noviembre de 2019 | Estadio Bezerrão, Gama, Brasil                      | México    | 1-2             | Brasil         |       | Mundial Sub-17 2019    | 90'   |

### Sub-20
Primeras convocatorias
El 15 de enero de 2020 Víctor Guzmán recibió su primera convocatoria a la Sub-20 para disputar una concentración de preparación en los Estados Unidos. Debutó el 16 de enero en un partido amistoso jugando 73' minutos en la derrota 2-0 ante los Estados Unidos. El 18 de enero volvieron a disputar un partido ante los Estados Unidos entrando de cambio al minuto 65' en el empate 2-2
| Selección | País   | PJ | G | Año         |
| --------- | ------ | -- | - | ----------- |
| Sub-20    | México | 4  | 0 | 2020 - 2021 |

#### Partidos internacionalesSub-20
| #  | Fecha               | Estadio                                 | Selección | Rtdo. | Oponente       | Goles | Competición | Sust. |
| -- | ------------------- | --------------------------------------- | --------- | ----- | -------------- | ----- | ----------- | ----- |
| 1. | 16 de enero de 2020 | Academia IMG, Bradenton, Estados Unidos | México    | 0-2   | Estados Unidos |       | Amistoso    | 73'   |
| 2. | 18 de enero de 2020 | Academia IMG, Bradenton, Estados Unidos | México    | 2-2   | Estados Unidos |       | Amistoso    | 65'   |
| 3. | 26 de marzo de 2021 | CAR, Ciudad de México, México           | México    | 1-1   | Guatemala      |       | Amistoso    | 90'   |
| 4. | 29 de marzo de 2021 | CAR, Ciudad de México, México           | México    | 3-1   | Guatemala      |       | Amistoso    | 90'   |

### Sub-21
Primera convocatoria
El 26 de agosto de 2021 recibió su primera convocatoria a la Sub-21 para una concentración en el CAR del 29 de agosto al 6 de septiembre.
El 6 de octubre de 2021 recibió  una convocatoria para participar en una gira de preparación en Marbella, España. El 9 de octubre tiene participación en la victoria 3-1 sobre Rumania. Días después tiene actividad ante Suecia en donde ganaron por marcador de 2-0.
El 25 de mayo de 2022 fue convocado al Torneo Maurice Revello de 2022.
| Selección | País   | PJ | G | Año         |
| --------- | ------ | -- | - | ----------- |
| Sub-21    | México | 5  | 1 | 2021 - 2022 |

#### Partidos internacionalesSub-21
| #  | Fecha                 | Estadio                                                    | Selección | Rtdo. | Oponente  | Goles | Competición                 | Sust. |
| -- | --------------------- | ---------------------------------------------------------- | --------- | ----- | --------- | ----- | --------------------------- | ----- |
| 1. | 9 de octubre de 2021  | Marbella Football Center, Málaga, España                   | México    | 3-1   | Rumania   |       | Amistoso                    | 90'   |
| 2. | 11 de octubre de 2021 | Marbella Football Center, Málaga, España                   | México    | 2-0   | Suecia    |       | Amistoso                    | 90'   |
| 3. | 30 de mayo de 2022    | Stade De Lattre-de-Tassigny, Aubagne, Francia              | México    | 1-0   | Ghana     | 83'   | Torneo Maurice Revello 2022 | 90'   |
| 4. | 2 de junio de 2022    | Stade De Lattre-de-Tassigny, Aubagne, Francia              | México    | 1-2   | Venezuela |       | Torneo Maurice Revello 2022 | 90'   |
| 5. | 9 de junio de 2022    | Stade d'Honneur Marcel Roustan, Salon-de-Provence, Francia | México    | 1-4   | Francia   |       | Torneo Maurice Revello 2022 | 90'   |

### Sub-23
Primeras convocatorias
El 14 de mayo de 2021 recibió su primera convocatoria a la Sub-23 para disputar una gira de preparación en Marbella, España. Su debut se dio el 8 de junio ante Arabia Saudita comenzando como titular y saliendo de cambio al minuto 46', el partido terminó en empate a un gol.
| Selección | País   | PJ | G | Año             |
| --------- | ------ | -- | - | --------------- |
| Sub-23    | México | 1  | 0 | 2021 - Presente |

#### Partidos internacionalesSub-23
| #  | Fecha              | Estadio                                 | Selección | Rtdo. | Oponente       | Goles | Competición | Sust. |
| -- | ------------------ | --------------------------------------- | --------- | ----- | -------------- | ----- | ----------- | ----- |
| 1. | 8 de junio de 2021 | Municipal de Marbella, Marbella, España | México    | 1-1   | Arabia Saudita |       | Amistoso    | 46'   |

### Absoluta
El 25 de octubre de 2021 recibió su primera convocatoria a la Selección absoluta para disputar un partido amistoso contra Ecuador el 27 de octubre.
El 26 de octubre de 2022 se da a conocer su convocatoria como "sparring" para la concentración de la Selección absoluta en Girona, España como parte de su preparación de cara al Mundial Catar 2022.
| Selección | País   | PJ | G | Año             |
| --------- | ------ | -- | - | --------------- |
| Absoluta  | México | 4  | 0 | 2023 - Presente |

#### Partidos internacionalesAbsoluta
| #  | Fecha               | Estadio                                      | Selección | Rtdo. | Oponente       | Goles | Competición                       | Sust. |
| -- | ------------------- | -------------------------------------------- | --------- | ----- | -------------- | ----- | --------------------------------- | ----- |
| 1. | 19 de abril de 2023 | State Farm Stadium, Glendale, Estados Unidos | México    | 1-1   | Estados Unidos |       | Amistoso                          | 90'   |
| 2. | 7 de junio de 2023  | Estadio de Mazatlán, Mazatlán, México        | México    | 2-0   | Guatemala      |       | Amistoso                          | 90'   |
| 3. | 15 de junio de 2023 | Allegiant Stadium, Paradise, Estados Unidos  | México    | 0-3   | Estados Unidos |       | Liga de Naciones Concacaf 2022-23 | 90'   |
| 4. | 6 de junio de 2024  | Estadio Mile High, Denver, Estados Unidos    | México    | 0-4   | Uruguay        |       | Amistoso                          | 55'   |

### Participaciones en selección nacional
| Torneo                            | Categoría | Sede           | Resultado    | Partidos | Goles |
| --------------------------------- | --------- | -------------- | ------------ | -------- | ----- |
| Campeonato Sub-17 de 2019         | Sub-17    | Estados Unidos | Campeón      | 6        | 0     |
| Mundial Sub-17 de 2019            | Sub-17    | Brasil         | Subcampeón   | 6        | 0     |
| Torneo Maurice Revello de 2022    | Sub-21    | Francia        | Tercer lugar | 3        | 0     |
| Liga de Naciones Concacaf 2022-23 | Absoluta  | Concacaf       | Tercer lugar | 1        | 0     |

## Clubes

### Estadísticas
| Club | Div.          | Temporada     | Liga nacional(1) | Liga nacional(1) | Liga nacional(1) | Copas nacionales(2) | Copas nacionales(2) | Copas nacionales(2) | Torneos internacionales(3) | Torneos internacionales(3) | Torneos internacionales(3) | Total | Total | Total  | Media goleadora |
| Club | Div.          | Temporada     | Part.            | Goles            | Asist.           | Part.               | Goles               | Asist.              | Part.                      | Goles                      | Asist.                     | Part. | Goles | Asist. | Media goleadora |
| --- | ------------- | ------------- | ---------------- | ---------------- | ---------------- | ------------------- | ------------------- | ------------------- | -------------------------- | -------------------------- | -------------------------- | ----- | ----- | ------ | --------------- |
| C. Tijuana · México | 1.ª           | 2019-20       | 0                | 0                | 0                | 3                   | 0                   | 0                   | 0                          | 0                          | 0                          | 3     | 0     | 0      | 0.0             |
| C. Tijuana · México | 1.ª           | 2020-21       | 29               | 0                | 0                | 0                   | 0                   | 0                   | 0                          | 0                          | 0                          | 29    | 0     | 0      | 0.0             |
| C. Tijuana · México | 1.ª           | 2021-22       | 24               | 0                | 0                | 0                   | 0                   | 0                   | 0                          | 0                          | 0                          | 24    | 0     | 0      | 0.0             |
| C. Tijuana · México | 1.ª           | 2022-23       | 16               | 1                | 0                | 0                   | 0                   | 0                   | 0                          | 0                          | 0                          | 16    | 1     | 0      | 0.06            |
| C. Tijuana · México | Total club    | Total club    | 69               | 1                | 0                | 3                   | 0                   | 0                   | 0                          | 0                          | 0                          | 72    | 1     | 0      | 0.01            |
| C. F. Monterrey · México | 1.ª           | 2023          | 19               | 1                | 0                | -                   | -                   | -                   | -                          | -                          | -                          | 19    | 1     | 0      | 0.05            |
| C. F. Monterrey · México | 1.ª           | 2023-24       | 33               | 0                | 0                | -                   | -                   | -                   | 11                         | 0                          | 0                          | 43    | 0     | 0      | 0               |
| C. F. Monterrey · México | 1.ª           | 2024-25       | 29               | 0                | 0                | -                   | -                   | -                   | 1                          | 0                          | 0                          | 30    | 0     | 0      | 0               |
| C. F. Monterrey · México | Total club    | Total club    | 81               | 1                | 0                | 0                   | 0                   | 0                   | 11                         | 0                          | 0                          | 92    | 1     | 0      | 0.01            |
| Total carrera | Total carrera | Total carrera | 150              | 2                | 0                | 3                   | 0                   | 0                   | 11                         | 0                          | 0                          | 164   | 2     | 0      | 0.01            |
| (1)Incluye datos de la Liga MX (2020-Act.). (2)Incluye datos de la Copa MX (2020-Act.). (3)Incluye datos de la Leagues Cup y Liga de Campeones de la Concacaf. |               |               |                  |                  |                  |                     |                     |                     |                            |                            |                            |       |       |        |                 |

### Resumen estadístico
| Competición           | Partidos | Goles | Asistencias | Media goleadora |
| --------------------- | -------- | ----- | ----------- | --------------- |
| Primera división      | 150      | 2     | 0           | 0.02            |
| Copas nacionales      | 3        | 0     | 0           | 0.0             |
| Copas internacionales | 11       | 0     | 0           | 0.0             |
| Total                 | 164      | 2     | 0           | 0.02            |

## Palmarés

### Campeonatos internacionales
| Título                     | Equipo                        | Sede                   | Año  |
| -------------------------- | ----------------------------- | ---------------------- | ---- |
| Copa de Oro de la Concacaf | Selección de fútbol de México | Estados Unidos- Canadá | 2023 |

### Distinciones individuales
| Distinción                                   | Año     |
| -------------------------------------------- | ------- |
| Mejor novato del año de la Liga MX.          | 2020-21 |
| Mejor defensa central del año de la Liga MX. | 2022-23 |